# 厄尔·福斯特·汤姆森
厄尔·福斯特·汤姆森（英語：Earl Foster Thomson，1900年8月14日—1971年7月），美国男子马术运动员。他曾代表美国参加1932年、1936年和1948年夏季奥林匹克运动会马术比赛，获得二枚金牌和三枚银牌。